# Renate Müssner

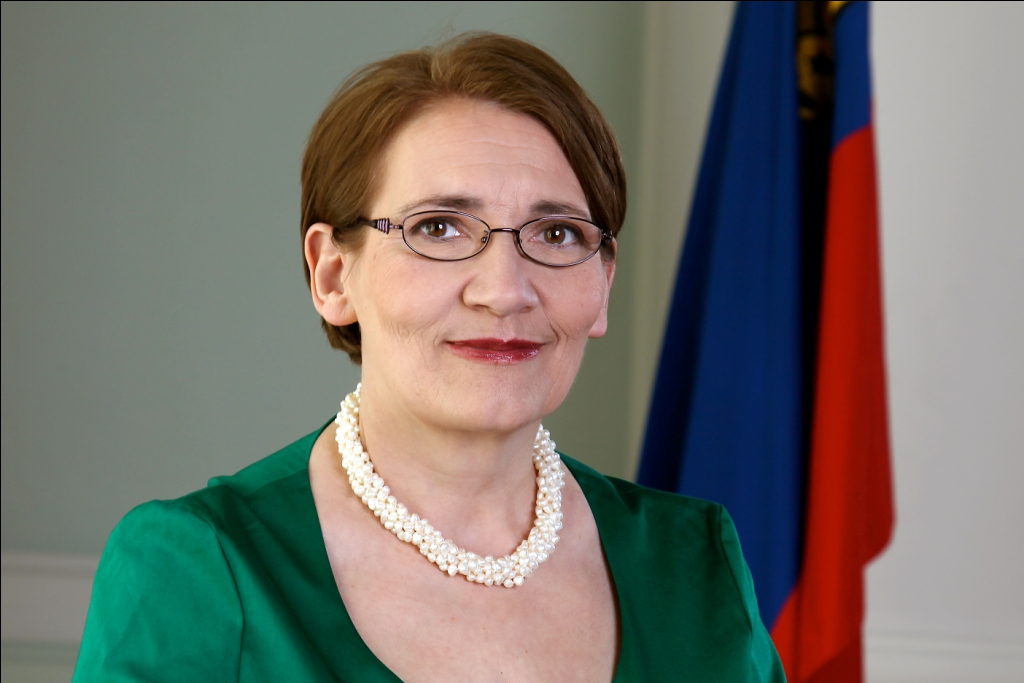
Renate Müssner

Renate Müssner (* 27. Januar 1957 in Eschen) ist eine ehemalige liechtensteinische Politikerin (VU). Sie war von 2009 bis 2013 als Regierungsrätin Mitglied der Regierung des Fürstentums Liechtenstein. 
Müssner ist promovierte Doktorin der Naturwissenschaften. Sie wohnt in Nendeln (Gemeinde Eschen) und interessiert sich in ihrer Freizeit für Musik, Literatur und Sprachen. Sie spricht neben ihrer Muttersprache Deutsch auch Englisch, Spanisch, Russisch und Griechisch.

## Ausbildung und Werdegang
Nach dem Abschluss des humanistischen Gymnasiums in Feldkirch studierte Renate Müssner von 1976 bis 1982 Pharmazie an der Naturwissenschaftlichen Fakultät der Universität Innsbruck. Anschliessend arbeitete sie an ihrer Dissertation am Institut für Organische und Pharmazeutische Chemie der Universität Innsbruck und konnte 1986 ihre Promotion als Doktor der Naturwissenschaften erlangen.
In den Jahren 1986 bis 2001 war die promovierte Chemikerin im Bereich Forschung und Entwicklung als Leiterin der Vorklinik bei dem liechtensteinischen Industriebetrieb Ivoclar AG in Schaan tätig. Nach dieser langjährigen Tätigkeit arbeitete sie einige Jahre bis zu ihrer Wahl als Regierungsrätin im März 2009 selbständig als Consultant für Firmen aus dem Bereich Pharmazeutische Chemie/Medizinalchemie. Des Weiteren amtete sie einige Jahre nebenberuflich als Laienrichterin beim Obersten Gerichtshof des Fürstentums Liechtenstein.
2005 wurde Renate Müssner Stellvertreterin des damaligen Regierungschef-Stellvertreters Klaus Tschütscher und arbeitete zudem in verschiedenen Arbeitsgruppen der Vaterländischen Union (VU) mit. Der Schwerpunkt ihrer Arbeit lag dabei auf der Beschäftigung mit gesundheits- und sozialpolitischen Fragen. Besondere Bedeutung mass sie der Verbesserung der Rahmenbedingungen in der häuslichen Pflege bei. Nachdem die Vaterländische Union bei der Wahl im Jahr 2009 als stärkste Partei aus den Landtagswahlen hervorging, gehörte Renate Müssner seit dem 25. März 2009 als hauptberufliches Mitglied der Regierung des Fürstentums Liechtenstein an. Als Regierungsrätin war sie für die Ressorts Gesundheit, Soziales sowie Umwelt, Raum, Land- und Waldwirtschaft verantwortlich. 
Bereits im Vorfeld der Landtagswahl in Liechtenstein 2013 wurde klar, dass Renate Müssner nicht mehr als Regierungsmitglied kandidieren würde, weshalb sie mit der Angelobung der neuen Regierung am 27. März 2013 aus dem Regierungsamt ausschied.